# Yin Junhua
Yin Junhua (chinois : 尹 军花) est une boxeuse chinoise née le 27 août 1990.

## Carrière
Yin commence sa carrière en 2012 lorsqu'elle participe pour la première fois au championnat amateur de Chine mais s’arrête au stade des quarts de finale dans la catégorie des poids légers (-60 kg). L'année suivante, elle s'incline en finale ce qui lui permet de participer aux jeux asiatiques de 2014. Elle remporte son premier titre international en battant la sud-coréenne Park Ji-Na.
Lors des championnats du monde de la même année, Yin arrive en demi-finale où elle est défaite par l'irlandaise Katie Taylor par KO technique au quatrième tour et remporte toutefois la médaille de bronze face à la bulgare Denitsa Eliseyeva.
En 2015, la boxeuse devient championne de Chine et remporte la médaille de bronze du championnat d'Asie. Aux championnats du monde 2016, elle s'incline face à Mira Potkonen lors de son deuxième combat.
Qualifiée pour jeux olympiques de Rio de Janeiro, elle se défait successivement de la marocaine Hasnaa Lachgar en 16e, de l'azerie Yana Alekseevna puis de Mira Potkonen en demie sur le même score de 3 à 0. Elle s'incline en finale face à Estelle Mossely et obtient la médaille d'argent.

## Palmarès

### Jeux olympiques
- Médaille d'argent en -60 kg aux jeux olympiques en 2016 à Rio de Janeiro, Brésil

### Championnats du monde
- Médaille de bronze en -60 kg aux championnats du monde en 2014 à Jeju, Corée du Sud

### Jeux asiatiques
- Médaille d'or en -60 kg aux jeux asiatiques en 2014 à Incheon, Corée du Sud